# Nadja Strasser
Nadja Strasser (geboren als Noema Ramm am 25. September 1871 in Starodub, Russisches Kaiserreich; gestorben am 19. August 1955 in Berlin) war eine deutsch-russische Feministin, Schriftstellerin und Übersetzerin.

## Leben
Sie war eines von neun Kindern einer jüdischen Familie und ältere Schwester von Alexandra Ramm, der Frau von Franz Pfemfert, und von Maria Ramm, der Frau von Carl Einstein.
Wann genau sie wie ihre Schwestern Russland verließ, ist nicht bekannt. Sie hatte sich schon in Starodub für zionistische und sozialistische Ideen begeisterte und organisierte sich in Warschau, wo sie offenbar eine Zeit lang lebte, im Jüdischen Bund. 1896 kam sie nach Wien, wo sie als Journalistin zu arbeiten begann, so publizierte sie einen Artikel in Auguste Fickerts Zeitschrift „Neues Frauenleben“. 1898 wurde ihr Sohn Alex geboren, sie heiratete den österreichischen Sozialdemokraten Josef Strasser und immatrikulierte sich an der Wiener Universität. 1901 musste sie ihr Studium aufgeben und verzog mit der Familie nach Reichenberg, wo Strasser eine Stelle als Redakteur der Zeitschrift „Freigeist“ antrat. Am 17. September 1906 wurde die Ehe in Wien geschieden. 1911 entschied sich Nadja Strasser zur Übersiedlung nach Berlin, wo ihre beiden Schwestern bereits seit 1908 lebten.
Alexandra Ramm-Pfemfert war als Übersetzerin tätig und leitete die 1917 eröffnete „Aktions Buch- und Kunsthandlung“ in der Kaiserallee 22 (Ecke Rankeplatz) sowie einen kleinen Verlag und trug zur Finanzierung von Franz Pfemferts Aktion bei, in der auch Marias Ehemänner, der Kunsthistoriker Carl Einstein und der Studienrat Heinrich Schaefer, veröffentlichten. Dort erschienen auch mehrere Arbeiten Nadja Strassers, darunter zwei Aufsätze, ein Gedicht und mehrere Übersetzungen aus dem Russischen.
1917 veröffentlichte sie bei S. Fischer Die Russin, eine Sammlung von historischen Porträts bedeutender russischer Frauen:
- Jekaterina Romanowna Woronzowa-Daschkowa, Vertraute von Katharina der Großen,
- Marija Nikolajewna Wolkonskaja, die ihrem Mann, dem Dekabristen Sergei Grigorjewitsch Wolkonski freiwillig in die Verbannung nach Sibirien folgte,
- Nadeschda Prokofjewna Suslowa, erste russische Ärztin,
- Sofja Wassiljewna Kowalewskaja, weltweit erste Professorin für Mathematik,
- Marie Bashkirtseff, Malerin und Tagebuchschreiberin,
- Natalie Herzen, Ehefrau von Alexander Iwanowitsch Herzen und
- Wera Nikolajewna Figner und Ljudmila Wolkenstein, die als Mitglieder der linksterroristischen Narodnaja Wolja viele Jahre lang in der Festung Schlüsselburg inhaftiert waren.

An diesen Beispielen sucht Strasser zu belegen, dass die russische Frau ihrer Geschlechtsgenossin anderswo in Hinblick auf Selbstständigkeit und Fortschrittlichkeit überlegen sei. Dabei denkt sie teilweise in völkischen Begriffen („Mit kindlich inbrünstiger Liebe hängt […] der Russe an seiner Scholle.“), idealisiert und blendet aus (insbesondere den russischen Antisemitismus), bekennt sich aber bereits eindeutig zum Marxismus. Über den russischen Revolutionär sagt sie:

„Er hat nie in der Frau das Objekt für seinen Machtdrang gesucht. Die historische Tradition, die ihm ein Scheinbefugnis zur herabwürdigenden Behandlung der Frau gegeben hätte, fehlt dort. […] Kaum würde ein wirklich revolutionärer Russe es zustande bringen, der Frau, der er die Pflicht zugesteht, gleich ihm für bürgerliche Freiheit zu kämpfen und zu sterben, das Recht absprechen diese erkämpfte Freiheit zu genießen. […] Ein solches Verhalten ist aber nicht weniger ein Glück für den Mann wie für die Frau. Denn es hat ihn vor der schlimmsten aller Unfreiheiten bewahrt, der Unfreiheit des Sklavenhalters.“

1919 erschien – wiederum bei Fischer – Das Ergebnis, eine Sammlung von Essays, in denen Strasser mit zeittypischem expressionistischem Pathos nicht nur gleiche Rechte für die Frauen einfordert, sondern vor allem heftige Kritik an der angepassten, fügsamen Frau übt, der sie Schuld an der Ungleichheit gibt:

„Du bist sanft und mild, hold und ergeben, fügsam und zart, wirkst weckend und einschlummernd, bist klug und dumm, just wo man das eine oder das andre benötigt – bist alles, was ungehemmte Sinne und heimliche Wünsche in verborgenen Stunden sich auszumalen verstehen. […] So gewoben ist jener Schleier aus Lüge und Selbstbetrug, der dich wie ein gefährlicher Gebirgsnebel einhüllt. In diesem Nebel gibt es keine Fernen und keine Tiefen, keine Höhen und keine Täler; es gibt nur ein ängstliches Sichklammern an ein graues Stück Stein, ein zittriges Hintasten nach dem Stückchen festen, sichern Bodens: die Ehe.“

Sie weist der Duldsamkeit der Frauen und ihrem Ertragen unerträglicher Zustände auch mittelbar Schuld an der Katastrophe des Krieges zu

„Aber ich — und das muss dich mir einmal nahebringen — ich leide an dir, Frau, Leidensgenossin. Mir krampfen sich die Hände vor Verzweiflung über dein Nichtssein, deine tierisch-egoistische Duldsamkeit, deine Beengtheit, dein Nichtverstehenkönnen, dein feige ausweichendes Nichtverstehenwollen. Wer vermag es dir klar zu machen, wie groß auch dein Teil der Schuld ist, dass unser Leben nichts als Gift produziert, an dem du selbst und deine Kinder zugrunde gehen?“

Insbesondere die Schwierigkeiten und Zurücksetzungen, mit denen eine allein stehende Frau auf Schritt und Tritt konfrontiert ist, lässt Strasser schließlich die Abschaffung der Ehe fordern:
„Es gibt nichts, was der Einsamkeit der allein stehenden Frau gleichkäme. Sie ist ein verhexter Wald, den keine, die hineinkam, lebendig verlässt. Und die einzige Formel, die diesen bösen Zauber löst, wagt die Frau nicht auszusprechen: Fort mit der bürgerlichen Ehe!“
Nadja Strasser war 1919 bereits mit dem Architekten Alexander Levy (1883–1942) verheiratet und plante, mit ihm nach Palästina auszuwandern. 1920 kam das Paar in Palästina an, wo Levy zunächst recht erfolgreich am Aufbau von Tel Aviv arbeiten konnte, die Verschlechterung der wirtschaftlichen Situation Ende der 1920er Jahre erzwang jedoch 1927 eine Rückkehr nach Deutschland.
Mit der Machtübernahme der Nazis wurde das Leben für die Schwestern schwierig. Alexandra und Franz Pfemfert gingen im März 1933 ins Exil, Maria blieb in Berlin, vermeintlich durch ihre Ehe mit Heinrich Schaefer geschützt. Doch Schaefer starb 1943 und Maria gelang es, im Untergrund zu überleben.
Levy und mit ihm vermutlich Strasser ging 1933 nach Paris in das Exil. Bei Ausbruch des Zweiten Weltkriegs wurde Levy als deutscher Staatsbürger verhaftet und in der Folge in verschiedenen Lagern interniert (Camp de Francillon, Cepoy, Les Milles, Camp de Gurs). Im letzten Lager, Camp de Noé, bemühte er sich um eine Auswanderungserlaubnis in die Vereinigten Staaten, jedoch vergeblich, er wurde von den Deutschen verschleppt und traf am 31. August 1942 im Vernichtungslager Auschwitz ein, wo er ermordet wurde.
Nadja Strasser jedoch überlebte die Vernichtung in Frankreich und hielt sich 1948 in London auf, wo sie Kontakt mit dem in den USA lebenden Anarchisten Rudolf Rocker aufnahm mit der Bitte, sich um eine Übersetzung eines deutschen Manuskriptes ins Jiddische zu bemühen. Ein Fragment dieses Textes sowie ihr Briefwechsel mit Rocker befinden sich heute in den Beständen des Internationalen Instituts für Sozialgeschichte in Amsterdam. Der Titel des Textes ist von Von Etappe zu Etappe bzw. Eine Jugend. Strasser erzählt darin in leicht verschleierter Form – die Hauptfigur heißt Nadia Ossipovna und der Ort Novodub statt Starodub – von ihrer Kindheit und Jugend. Das Typoskript ist unvollständig. Nur die 176 Seiten, die Strasser mit Korrekturen an Rocker gesandt hatte, sind erhalten, der Rest muss als verschollen gelten.
1951 kehrte Nadja Strasser nach Berlin zurück, wo ihre Schwester noch lebte. 1955 starb sie und wurde auf dem jüdischen Friedhof Heerstraße in Berlin-Charlottenburg beerdigt. Ihre Schwester Maria wurde 1975 im gleichen Grab bestattet.

## Werke
- Die Russin. Charakterbilder. S. Fischer, Berlin 1917 (Digitalisat).
- Das Ergebnis. Lyrische Essays. S. Fischer, Berlin 1919.
- Von Etappe zu Etappe. Die Jugend einer jüdischen Sozialistin im Schtetl 1871 – 1896. Eine Autobiographie. Hrsg. und kommentiert von Birgit Schmidt. Böhlau, Köln 2019.

Übersetzungen:
- Waleri Jakowlewitsch Brjussow: Der Siegesalter. Roman aus dem 4. Jahrhundert. Georg Müller, München 1913.
- Andrei Bjaely: Petersburg. Roman. Georg Müller, München 1919.
- Shemaryahu Gorelik: Fünf Jahre im Lande Neutralien. Schweizer Kriegserlebnisse eines jüdischen Schriftstellers. Jüdischer Verlag, Berlin 1919.
- Shemaryahu Gorelik: Jüdische Köpfe. Verlag für jüdische Kunst und Kultur Fritz Gurlitt, Berlin 1920.
- Leo Isaakowitsch Schestow: Tolstoi und Nietzsche. Marcan-Block-Verlag, Köln 1923.
- Fjodor Michailowitsch Dostojewski: Memoiren aus einem Totenhause. Gustav Kiepenheuer, Potsdam 1924.